# Sílvio Renato Nunes
Sílvio Renato Nunes, mais conhecido apenas por Sílvio (Joinville, 1 de setembro de 1965), é um ex-futebolista brasileiro que atuava como goleiro.
É um dos mais importantes goleiros da história do Joinville, clube pelo qual defendeu em 4 passagens e é o terceiro goleiro que mais atuou, com 207 partidas.

## Carreira

### Goleiro
Iniciou a carreira em 1985, realizando 161 jogos até 1993, quando foi contratado pelo União São João.
Deixou a equipe de Araras no ano seguinte e voltou ao JEC, atuando em 11 partidas.
Defenderia ainda o Santo André ainda em 1994, antes de vestir o uniforme do Joinville pela terceira vez, em 1995. Neste mesmo ano, assinou com o Grêmio.
Pelo Tricolor, Sílvio era, na maioria das vezes, terceira opção ao gol gremista - Danrlei era o titular inquestionável, enquanto Murilo foi o reserva imediato. Por isso, ganhou o apelido "Pay Per View". Foi um dos destaques na reta final da Copa do Brasil de 1997, conquistada pelo Grêmio, defendendo um pênalti de Marcelinho Carioca na semifinal contra o Corinthians.
Com a saída de Murilo para o Fluminense em 2000, Sílvio passou a ser principal opção para o gol, caso Danrlei não atuasse - Eduardo Martini, André Sangalli e Alonso, os outros goleiros do elenco, ainda não inspiravam confiança. Chegou a disputar algumas partidas por causa de problemas entre Danrlei e Antônio Lopes, antes de defender o Joinville pela quarta vez, agora como reserva de Marcão, em 2001.
Neste mesmo ano, é contratado pelo Santo Ângelo, onde permanece durante alguns meses.
Em 2002, regressa novamente a Joinville, desta vez para assinar com o Caxias.
Encerra sua carreira no ano seguinte, jogando pelo Marcílio Dias.
Onze anos depois de pendurar as luvas, Sílvio recebeu um convite de Raffaele Graniti, seu técnico no Caxias em 2002 e que treinava o Fluminense do Itaum (time da terceira divisão estadual) para voltar aos gramados, uma vez que a equipe necessitava de um atleta experiente para a competição. O goleiro, então com 48 anos, aceitou a proposta e, embora não conquistasse a promoção à segunda divisão, realizou um sonho: atuar ao lado de seu filho Paulo Henrique, que também é goleiro.

### Fora dos campos
Em 2021, foi preparador de goleiros do Nação Esportes.
Em dezembro de 2021, se tornou preparador de goleiros do time sub-20 do Joinville.

## Títulos
Grêmio
- Campeonato Gaúcho (3): 1995, 1996 e 1999
- Copa do Brasil (1): 1997
- Campeonato Brasileiro: (1): 1996[11]
- Recopa Sul-Americana (1): 1996
- Copa Libertadores da América (1): 1995
- Copa Sul (1): 1999

Joinville
- Campeonato Catarinense (4): 1985, 1986, 1987[4][12] e 1989